# Symplecta (Podoneura) anthracogramma
Symplecta (Podoneura) anthracogramma is een tweevleugelige uit de familie steltmuggen (Limoniidae). De soort komt voor in het Afrotropisch gebied.